# Felsőlajos
Felsőlajos est un village et une commune du comitat de Bács-Kiskun en Hongrie.

## Géographie
Felsőlajos occupe une superficie de 11,41 km2.